# Petr Ginz
Petr Ginz (Praga, 1 de fevereiro de 1928 - Auschwitz, 28 de setembro de 1944) era um menino esperantista de origem parcialmente judaica, um autor e um desenhista internado no Gueto de Terezín em 1942, onde se tornou famoso pela criação da revista Vedem. O seu desenho A Terra Vista desde a Lua tornou-se um símbolo do Holocausto.

## Biografia
Peter era filho de Ota Ginz, um esperantista socialmente influente que morava em Praga, e Marie Ginz, nativa de Dolan, uma mulher tcheca com antepassados não judeus, a quem Ota Ginz conheceu num congresso de esperanto. De acordo com as leis e regulamentos anti-judaicos, as crianças de casamentos mistos, ou seja, judeus/arianos, tinham de ser colocadas em guetos ou campos de trabalho (como Bystřice u Benešova ou Postoloprty) aos 14 anos de idade, enquanto seus pais permaneceram paradoxalmente em liberdade.
Desde uma idade muito precoce, Petr era um menino muito ativo e culto. Por exemplo, ainda na ocupação alemã antes de ser deportado (de 12 a 13 anos de idade), ele escreveu seu próprio romance intitulado "Visita desde a Pré-história" ao estilo de Júlio Verne, que ele próprio ilustrou. Interessado em arte e ciência, queria também compreender e estudar as condições de Terezín. Desde o seu nascimento, ele usou esperanto, além do tcheco, como línguas nativas .
Foi transportado para Terezín em 22 de outubro de 1942. No Gueto de Terezín, chegou ao Lar Nº 1 (Jednička, edifício L417), onde os meninos mais talentosos do gueto foram colocados (graças a Walter Eisinger). Ele se tornou uma das figuras mais notáveis no lugar tendo fundado e editado a melhor das revistas infantis no gueto - Vedem.
Petr Ginz foi vítima de um dos últimos transportes para Auschwitz-Brezina no outono de 1944.
Antes de sua transferência para Terezín, em 1941 - 1942 ele escreveu um diário, mais tarde publicado por sua irmã Eva Chava Pressburger como Denik mého bratra (em tcheco, Diário de meu Irmão).

## Na atualidade

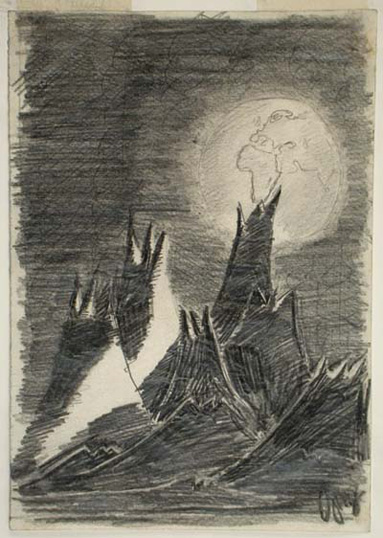
A Terra Vista da Lua

Em 16 de janeiro de 2003, o primeiro astronauta israelita, Ilan Ramon, voou para o espaço na nave espacial Columbia. Ele levou consigo uma cópia do desenho de Petr A Terra Vista da Lua. A nave na viagem de volta à Terra desintegrou-se na atmosfera. A tragédia, da qual nenhum tripulante sobreviveu, ocorreu a 1 de fevereiro de 2003 - no aniversário de Petr, quando ele completaria 75 anos.
Em 2011, Sandra Dickson e Churchill Roberts publicaram o documentário sobre Peter The Last Flight of Petr Ginz, que também foi exibido em cinemas tchecos. A estreia ocorreu a 21 março de 2012.
Em 2014, foi publicada a primeira monografia sobre Petr Ginz - Príncipe com uma Estrela Amarela, cujo autor é o professor e escritor tcheco František Tichý. O livro recebeu o prêmio Golden Ribbon, que é premiado com os melhores livros tchecos para crianças e jovens.
O asteroide 50413 Petrginz tem esse nome em honra de Petr Ginz.

## A RevistaVedem
A revista foi elaborada logo após a sua chegada a Terezín em 1942. Além de Ginz, mais meninos do "Lar Nº 1" participaram dela, em que o educador Valtru Eisinger conseguiu concentrar uma espécie de "elite" de prisioneiros de Terezín (o lar estabeleceu seu próprio governo autónomo: A República de ŠKID).
Petr Ginz tornou-se o editor-chefe da Vedem e também o principal colaborador. Publicar a revista para ele era uma questão de honra, sendo que todas as semanas na sexta-feira, havia uma edição. Todas as contribuições foram reescritas pelo próprio Petr Ginz (às vezes ajudado por Kurt Kotouč). Petr Ginz para Vedem contribuiu principalmente sob a cifra "NZ" ou as palavras "Academy" (como "Academia"), mas às vezes eram inventados outros códigos e pseudônimos.